# 베이브 루스
베이브 루스(영어: Babe Ruth)라는 별칭으로도 알려져 있는 조지 허먼 루스 주니어(영어: George Herman Ruth, Jr., 1895년 2월 6일 ~ 1948년 8월 16일)는 메이저 리그 베이스볼의 전설적인 홈런왕이었다. 보스턴 레드삭스의 투수로 선수 생활을 시작했지만 뉴욕 양키스의 외야수로서 큰 명성을 얻었다. 루스는 미국 문화에서 가장 위대한 스포츠 선수 중 한 명으로 평가받고 있으며, 많은 사람들에 의해 역사상 가장 위대한 야구 선수로 여겨진다. 또한 그는 야구 역사상 최고의 선수로 꼽힌다. 1936년에 처음으로 시행된 미국 야구 명예의 전당에서 루스는 타이 콥, 호너스 와그너, 크리스티 매튜슨, 월터 존슨과 함께 헌액되었다.
루스는 7살 때 학교로 보내졌다. 성모 마리아 직업학교(현 기븐스 추기경 학교)는 사베리안 브라더스의 마티아스 부틸리 형제로부터 지도받은 개혁학교로, 그곳에서 유능한 야구선수의 재능을 보여주었다. 1914년 루스는 볼티모어 오리올스에서 마이너리그에서 선수로 출장하도록 계약되었지만 곧 레드삭스로 트레이드 되었다. 1916년까지 그는 홈런을 치는 뛰어난 투수로 명성을 쌓았는데, 이것은 1920년 이전 데드볼 시대의 모든 선수에게도 드문 위업이다. 루스는 투수로 한 시즌에 23승을 거두며 그 당시 레드삭스의 월드시리즈 3번의 우승에 기여했지만 야수로 경기에 출장하고 싶었던 그는 투수 겸 외야수로 투타겸업을 했다. 그는 투타겸업을 하면서 1919년에 MLB 한 시즌 홈런 기록을 깼다.   
그 시즌이 끝난 후, 레드삭스의 구단주 해리 프레이지는 논란 속에 루스를 양키스에 현금 트레이드를 단행했다. 이 거래 이후 보스턴 레드삭스는 86년 동안 월드시리즈 우승을 하지 못했고 이를 "밤비노의 저주"라고 부른다. 루스는 양키스에서 15년 동안 루스는 팀이 7번의 아메리칸 리그 우승과 4번의 월드시리즈 우승을 하는데 큰 활약을 했다. 그의 풀 히팅 스윙은 홈런 합계 증가로 이어져 팬들을 야구장으로 끌어모으고 스포츠의 인기를 끌어올렸을 뿐만 아니라 저득점 전략 경기에서 홈런이 주효한 스포츠로 발전한 야구의 라이브볼 시대를 여는데 일조했다. 또한 그는 1927년 양키스의 "살인 타선"의 일환으로 60개의 홈런을 기록하여 본인이 기록했던 한 시즌 홈런 기록을 경신했다. 양키스와의 마지막 시즌은 1934년이었다. 그는 1935년에 보스턴 브레이브스(현 애틀랜타 브레이브스)에서 28경기 출장 후 은퇴했다. 루스는 선수 생활 동안 12번의 홈런왕으로 아메리칸 리그를 이끌었다. 그는 22시즌을 출장하며 통산 714홈런을 기록했고, 이는 당시 최고 기록이었으며 꽤 오랫동안 최고 기록을 유지했으나 현재 통산 홈런 3위의 기록이다.
루스가 선수 생활을 하는 동안 그는 야구에 대한 공훈과 영향력뿐만 아니라 개인적인 사생활으로 언론의 집중적인 관심을 받았다. 그는 선수 은퇴 후 말년에 루스는 많은 공식 석상에 모습을 드러냈는데, 특히 제2차 세계대전에서 미국의 승리를 지지했다. 1946년에 후두암에 걸린 그는 2년 후에 그 병으로 사망했다. 루스는 사망한지 70년이 넘게 지난 지금까지도 여전히 미국 문화의 한 부분으로 남아있으며 2018년 도널드 트럼프 전 대통령은 그에게 자유의 메달을 수여했다.

## 어린 시절
베이브 루스는 1895년 2월 6일 미국 동부 볼티모어에서 당시 선술집 주인과 피뢰침 제조업자 사이를 전전하던 독일계 이민자 조지 허먼 루스(George Herman Ruth, Sr)와 케이트 삼버거(Katherine Schamberger)의 장남으로 태어났다. 5살 때부터 입담배를 질겅거리던 문제아였던 왼손잡이 소년 루스는 1902년 아버지의 손에 이끌려 로마 가톨릭교회 수도사들이 운영하는 성모 마리아 직업학교(영어: St.Mary Industry School)에 진학하게 되었다. 이곳에서 지내는 12년 동안 루스는 자신의 인생을 바꾼 사람인 로마 가톨릭 사제 마티어스 신부를 만나게 되고, 그에게 야구를 배우게 되었다. 또래보다 배는 큰 덩치를 지녔던 루스는 곧 지역에서 누구도 당할 수 없는 리틀 야구 선수가 됐다. 세인트 메어리의 8백여 학생으로 구성된 40여 개 팀의 ‘작은 메이저 리그’가 구성돼 있었고, 루스는 처음에는 포수로, 다시 왼손 투수로 뛴 루스는 세인트 메어리 공업학교를 나설 무렵인 1913년에는 아마추어팀이나 세미프로팀으로부터 초청을 받게 되었다. 결국 정규 교육을 받지는 못했지만 나이가 들어감에 따라 프로 팀들의 주목까지 받게 되었고, 마침내 보스턴 레드삭스는 루스를 영입하게 되었다.

## 프로 야구

#### 볼티모어 오리올스 마이너리그
1914년 초 루스는 메이저리그 팀인 볼티모어 오리올스 마이너리그 계약을 맺었다. 그의 유명한 별명인 "베이브"가 이 때 생겨난 별명으로 루스가 세상 물정 모르고 늘 감독 곁에 졸졸 따라다니고 레스토랑에서 외식을 하거나 호텔에 있을 때, 기차를 탈 때의 적절한 에티켓에 대한 지식이 부족했기 때문에 별명이 붙여진 것이다.
루스는 1914년 3월 7일 인터 스쿼드 경기에 프로 야구 선수로 처음 모습을 드러냈다. 그는 투수를 맡으며 15-9로 승리한 경기에서 2이닝을 던졌다. 또한 타자로서도 두 번째 타석에서 우전 적시타를 기록했다. 이후 루스는 필라델피아 필리스와 시범경기를 치렀다. 루스는 중간에 투수로 3이닝을 던지며 4회에 2실점을 내줬지만 이후 안정을 찾고 5회와 6회를 무실점으로 호투했다. 다음 날 오후 필리스와의 경기에서 루스는 6회 중에 출전해 남은 이닝 동안 실점을 허용하지 않았다. 8회말 6-0으로 뒤진 상황에서 7점을 내며 역전승을 했고, 루스가 승리투수가 됐다.
정규시즌이 시작되자 루스는 투수로 재능을 드러냈다. 팀도 좋은 성적을 거두었지만 언론으로부터 거의 주목을 받지 못했다. 이후 제3의 메이저리그인 연방리그(1913년 마이너리그로 첫 시즌을 치른 미국 프로야구로, 1914년부터 1915년까지 기존 내셔널,아메리칸 리그와 경쟁하면서 운영된 리그)가 시작되었고, 지역 프렌차이즈인 볼티모어 테라핀스가 훨씬 많은 인기를 누렸다. 테라핀스와의 경쟁으로 당시 마이너리그 볼티모어 오리올스의 소유자였던 잭 던은 큰 손실을 입었다. 비록 6월 말 오리올스가 경기의 3분의 2 이상을 이기고 1위를 했지만, 관중수는 150명밖에 되지 않았다. 던은 오리올스가 버지니아주 리치몬드로 이적할 가능성, 그리고 클럽에 대한 소수의 지분 매각 가능성을 탐색했다. 하지만 이런 가능성이 무산되면서 던은 돈을 마련하기 위해 팀의 최고의 선수들을 메이저리그 팀들에 파는 것 외에는 선택의 여지가 없게 되었다. 신시내티 레즈, 뉴욕 자이언츠(현 샌프란시스코 자이언츠)는 루스에 관심을 표명했지만 던은 7월 4일 투수 어니 쇼어, 벤 이건과 함께 보스턴 레드삭스로 팔았다.  

#### 투수로서의 성공
당시 일반인보다 월등하고 완벽한 신체 조건을 가지고 있던 루스는 더구나 희귀한 왼손 투수였다. 
보스턴 레드삭스에서 빅리그 데뷔 첫 해였던 1914년, 적응기를 거친 루스는 이듬해 1915년에는 투수로서 18승 8패와 16경기 완투를 기록했다. 타자로서는 타율 0.315를 기록했고 4개의 홈런을 기록하였고, 루스는 보스턴을 대표하는 선수가 되었다. 보스턴은 리그 우승을 하고 월드시리즈까지 진출했는데, 당시 레드삭스 투수진이 쟁쟁하여 루스는 선발 투수로 출전하지 못했다. 보스턴은 4승 1패로 월드시리즈 우승을 차지했다. 루스는 투수로 성공했음에도 불구하고 세인트루이스 카디널스와의 경기에서 장외 홈런으로 명성을 얻고 있었다. 루스가 친 공이 그랜드 에비뉴 상공으로 치솟아 자동차 대리점의 유리창이 깨졌다. 1916년 워싱턴 세네터스(현 미네소타 트윈스)의 에이스 월터 존슨과의 맞대결을 펼치면서 루스의 투구에 관심이 쏟아졌다. 두 사람은 시즌 중 5차례 만났는데 루스가 4승 1패로 존슨을 압도하는 모습을 보여주었다. 1916년 시즌은 루스가 23승(모두 선발) 12패, 평균자책점 1.75와 완투 23번, 완봉승 9번을 기록, 평균자책점  1위,선발승 1위에 오르기도 했다. 1916년 루스의 9번의 완봉승은 1978년 론 기드리가 타이 기록을 만들 때까지 왼손 투수 기록을 세웠다. 레드삭스는 다시 아메리칸 리그와 월드시리즈에서 우승했고, 이번에는 브루클린 다저스(현 로스앤젤레스 다저스)를 5경기 만에 꺾었다. 루스는 선발로 나서 14이닝 1실점으로 2-1 승리를 이끌었다.

#### 타자로서의 등장
1917년에는 24승(모두 선발)(2년 연속 최다 선발승) 13패와 평균자책점 2.01과 38번의 완투, 6번의 완봉승을 올렸고, 개막전 3년 연속 승리 투수를 기록하며 아메리칸 리그 최고의 투수 중 하나로 성장하게 되었다. 1918년 시즌 당시 1917년 9월부터 도입되었던 징병제로 인해 주전 외야수가 제 1차 세계대전에 징병되어 외야수 자리에 공백이 생겼다. 보스턴은 외야수의 공백을 메우기 위해 그를 야수로 출전시키게 되는데, 루스는 워낙 독보적인 타격 재능을 숨기지 못하고 투수로서 13승 7패와 평균자책점 2.22, 완투 18번과 1번의 완봉승을 올림과 동시에 타자로서도 단 95경기만을 뛰고도 타율 3할을 기록, 11개의 홈런을 쳐내 아메리칸 리그 홈런왕에 등극하게 되었다.
1918년 레드삭스는 4년 만에 3번째 아메리칸 리그 우승을 차지하여 월드시리즈 사상 가장 이른 날짜인 9월 5일부터 시작된 월드시리즈에서 시카고 컵스와 맞붙었다. 루스는 월드시리즈에서 29.2이닝 연속 무실점이라는 기록을 세우면서 팀은 4승 2패로 3번째 월드시리즈 우승을 차지했다. 루스가 세운 그 기록은 1961년까지 40년 넘게 기록이 유지됐다. 1919년에는 130경기 중 17경기에만 투수로 출전해 9승 5패를 기록했다. 이 시즌부터 주로 타자로 뛰면서 당시로는 어마어마한 29개의 홈런(2위와 거의 3배 차이가 나는)을 쳐내 두 번째 홈런왕을 차지하며 역사상 최강의 타자로서의 면모를 갖춰나가게 되었다. 이 기록은 당시 단일 시즌 최다 홈런 기록이었던 네드 윌리엄슨의 27개를 깬 기록이었다. 그는 보스턴과의 6시즌 동안 89승을 거두며 통산 평균자책점 2.19를 기록했으며, 월터 존슨을 상대로 맞대결을 벌여 승리한 기록을 갖고 있다.

#### 타자로서의 성공적인 전환(1920-1924)
연극 연출가이자 제작자였던 레드삭스의 구단주 해리 프레이지는 새로운 뮤지컬 제작 비용을 마련하기 위해 지난 5년간 3번의 월드 챔피언을 가져다 주었던 루스를 양키스에 12만5천 달러에 팔았다. 공교롭게도 보스턴 레드삭스는 그 이후 2004년까지 86년간 월드시리즈에서 한 번도 우승하지 못했는데, 이를 밤비노의 저주라고 하며 야구계의 대표적인 저주 중 하나로 회자된다.
뉴욕 양키스로 건너온 루스는 1920년부터 1934년까지 그의 경력은 2000경기 이상으로 구성되었고, 많은 타격 기록을 세웠다. 1920년 루스가 폴로 그라운드에서 첫 홈런을 친 이후 5월 2일 두 번째 홈런을 쳤고, 이달 말까지 11개를 쳤으며, 6월에는 13개로 폭발적인 홈런 페이스를 기록했다. 이는 곧 관중수에도 변화가 생겼는데, 루스의 홈런을 보기 위해 5월 16일 경기에 3만 8600명의 관중이 폴로 그라운드에 관람을 했고, 관중석이 꽉 차서 1만 5000명의 팬들이 밖에서 루스의 사인을 받기 위해 대기하는 일도 있었다.루스가 출전을 할 때 루스가 경기를 하는 것을 보기 위해 항상 많은 관중들이 경기장을 가득 메웠다. 홈런이 계속 나왔다. 루스는 7월 15일 자신의 최고 기록인 29개와 타이를 이뤘고, 나흘 뒤 더블헤더 두 경기 모두 홈런으로 갈아치웠다. 이후 꾸준히 홈런을 기록하다가 이적 첫 해인 1920년에 54개의 홈런, 158득점, 137타점으로 리그를 이끌었다. 양키스는 3위에 그쳤지만, 폴로 그라운드에 120만명의 관중을 끌어 모았는데, 한 팀이 7자리의 관중들을 끌어모은 것은 이번이 처음이다. 이로써 라이브볼 시대의 시작을 알리게 되는 역할을 한 셈이다. 1921년 시즌에는 로저 코너의 통산 홈런 기록인 138홈런 기록을 깼다. 루스는 타율 0.378, 홈런 59개와 장타율 0.846으로 정규시즌을 마쳤다. 루스의 177득점, 119개의 장타, 457개의 총루수는 2021년 현재까지도 여전히 남아 있는 기록을 세웠다. 팀도 아메리칸 리그 우승을 차지하여 월드시리즈에 진출했지만 뉴욕 자이언츠와의 맞대결에 아쉽게 패했다. 시리즈가 끝난 후, 루스와 팀 동료인 밥 머셀, 빌 피어시는 북동부에서 열린 시범경기에 출전했는데, 당시 강제적으로 시행된 규정은 비시즌 동안 월드시리즈 참가자들의 시리즈 복제 및 가치 훼손을 방지하기 위한 것이다. 이로 인해 출전 정지되어 한동안 경기에 나갈 수 없었다. 이후 복귀한 뒤에도 심판의 얼굴에 모래를 던지고 관중석에 올라가 자신을 비판하는 관중과 싸우는 등 본인에게 혼란스러운 시즌이었다. 110경기에 출전해 타율 0.315를 기록, 35홈런을 기록, 99득점을 기록했지만 전 시즌에 비하면 실망스러운 성적이었다. 월드시리즈에 진출했지만 뉴욕 자이언츠와의 2년 연속 맞대결이었지만 또다시 패했다. 이듬해 1923년 시즌에는 루스는 타율 0.393에 41홈런,WAR 15.0으로 투수와 타자 통틀어서 단일 시즌 역대 WAR 1위 기록을 남긴 시즌이었으며, 아메리칸 리그 MVP를 수상했다. 양키스는 2위와 17경기 차로 아메리칸 리그 우승을 차지했고, 월드시리즈에 진출해 3년 연속 뉴욕 자이언츠와 맞붙었다. 양키스가 4승 2패로 첫 월드시리즈 우승을 장식하면서 그는 타율 0.368, 3홈런, 8타점, 장타율 1.000의 장타율을 기록하며 팀의 우승에 일조했다. 1924년 시즌에 그는 타율 0.378를 기록했고, 홈런 46개로 자신의 첫 타격왕을 거머쥐었으며, 6번째 홈런왕을 수상했다. 그러나 양키스는 선수들의 잇따른 부상으로 인해 1위 팀과 2경기 차로 아메리칸 리그 우승을 놓치게 된다.

#### 갑작스러운 슬럼프(1925)
루스는 1923년과 1924년에 몸관리를 하며 자신의 명성에 걸맞는 성적을 냈지만 1925년 초에는 120kg의 몸무게가 나가면서 몸관리에 실패했고, 시즌 도중에 쓰러지는 등 컨디션이 최악이었다. 그가 죽었다는 소문이 돌면서 영국 신문들은 그의 부고를 싣기도 했다. 이로 인해 98경기밖에 뛰지 못한 루스는 타율 0.290에 25개의 홈런을 기록하며, 양키스 선수로서 최악의 시즌을 보냈다. 양키스도 69승 85패로 꼴찌에서 두 번째 순위로 경기를 마치면서 루스와 양키스 모두 최악의 시즌을 보냈다.

#### 루스의 부활과 살인 타선의 구축(1926-1928)
루스는 절치부심하여 오프시즌에 아티 맥거번 체육관에서 운동하면서 몸을 만들어 다시 건강을 되찾는다. 당시 양키스가 리그 우승을 할 것이라고 예상하는 사람들이 거의 없었다.
루스는 이런 예상을 비웃듯 47홈런과 146타점, 타율 0.372를 기록하면서 자신의 명성을 되찾게 된다. 양키스는 2위와 3경기 차로 리그 우승을 차지하고 월드시리즈에 진출했다. 루스는 월드시리즈 4차전에 3개의 홈런을 치는 등 활약했지만 우승을 세인트루이스 카디널스에게 내주게 된다. 1926 월드시리즈는 루스가 병원에 입원한 11세 소년 조니 실베스터를 위해 홈런을 치겠다고 약속한 것으로도 알려져 있다. 실베스터는 말에서 떨어져 부상을 입었고 루스는 그 친구로부터 홈런을 치겠다는 약속을 한다. 그렇게 4차전에서 3개의 홈런을 치면서 그 약속을 지키게 된다. 이 일이 언론에 알려지자 일부 관계자들의 말에 따르면 루스는 그를 찾아가 홈런을 치겠다고 약속하고 그렇게 함으로써 소년의 목숨을 구했다고 한다. 그때 당시에 루스의 1926년 연봉 5만 2000달러는 여느 야구선수보다 월등히 많은 액수였지만, 12주간의 보드빌에서 10만 달러를 벌어들이는 등 기타 수입으로는 적어도 2배는 벌었다.
1927년 뉴욕 양키스 팀 선수들은 그라운드를 밟은 가장 위대한 선수들 중 하나로 여겨진다. 라인업의 위력 때문에 살인 타선으로 알려진 이 팀은 당시 아메리칸 리그 기록 110승을 거두었고, 2위와 19경기 차로 리그 우승을 차지했다. 이 시즌은 페넌트레이스에서 긴장감은 없었고, 루스가 59개의 홈런 기록을 깨고 단일 시즌 최다 홈런 기록을 새로 쓸 것인가에 대한 관심이 쏟아졌다. 그는 9월 30일 경기에서 톰 자커리를 상대로 한 8회 2-2 동점을 만드는 60호 홈런을 쳤다. 루스는 통산 60홈런 외에 타율 0.356, 164타점, 장타율 0.772를 기록했다. 1927년 월드시리즈에서 양키스는 피츠버그 파이리츠를 4경기 만에 스윕하며 우승을 차지했다. 당시 피츠버그 선수들은 양키스 선수들의 타격 연습을 보고 낙담했다고 한다. 1928년 시즌에 그는 어느 때보다 빠른 페이스로 홈런을 쌓았고 8월 1일 42개의 홈런을 쳤다. 이로써 그는 이전 시즌 60홈런 페이스보다 앞서게 됐다. 그러나 그는 시즌 후반기에 슬럼프에 빠졌고, 그는 두 달 동안 12개의 홈런을 쳤다. 타율도 0.323로 이전 시즌들보다는 조금 떨어졌지만 홈런은 54개라는 좋은 성적을 기록했다. 양키스는 월드시리즈에 진출하여 세인트루이스 카디널스와의 대결에서 4경기 만에 전년도에 이은 월드시리즈 스윕으로 우승을 차지했다.

#### 양키스 선수로서의 후반기(1929-1934)
1929년 시즌은 양키스가 선수들에게 유니폼 번호를 만든 최초의 시즌이었다. 루스는 3번 타자여서 3번을 받았다. 양키스는 좋은 출발을 했지만, 애슬레틱스가 폭발적인 페이스로 시즌을 시작했다. 루스는 좋은 활약을 펼쳤지만 애슬레틱스를 잡을 수 없었다. 양키스는 애슬레틱스에 18경기 뒤진 2위로 경기를 마쳤다. 루스는 타율 0.345에 46홈런 154타점을 기록했다.
1930년 1월 7일 양키스와 루스의 연봉 협상이 이뤄졌지만 순식간에 결렬되었다. 3년 계약을 연봉 7만 달러로 막 끝낸 루스는 양키스가 1년간 제시한 7만 달러와 2년간 제시한 최종 제안인 7만 5천달러를 즉각 거부했다. 두 달 후 루스가 2년 동안 전례 없는 연간 8만 달러로 합의하면서 타협이 이루어졌다.
1930년 루스는 타율 0.359에 49홈런과 153타점을 기록, 9년 만에 투수로 등판을 하여 승리 투수가 되었다. 그럼에도 불구하고 양키스가 3위로 마감하면서 리그 우승에 실패했다. 1931년 시즌은 양키스가 전 시즌보다 나아진 모습을 보였지만 리그 우승을 하지 못했다. 루스는 타율 0.373에 46홈런 163타점을 기록하며, 꾸준한 모습을 보여주었다. 1932년 시즌에 양키스는 107승 47패로 리그 우승을 차지했다. 루스는 홈런 41개, 타점 137개와 타율 0.341을 기록했다.
양키스는 1932년 월드시리즈에서 시카고 컵스와 맞붙었다. 두 경기 모두 루스가 홈런을 치는 등 활약을 펼쳤고, 홈팀이 승리했다. 이에 분개한 컵스 관중들이 조롱의 표시인 레몬을 던졌고, 컵스 선수들은 루스와 양키스를 향해 욕설을 외쳤다. 루스가 5회초에 타자로 등판했을 때 컵스 관중들과 선수들은 또다시 욕설을 퍼붓고 있었다. 그 때 루스는 홈런을 쳐 중앙 담장을 넘겼다. 약 150m의 비거리로 추정된다. 양키스는 이 경기를 승리한 이후 다음 날에도 승리하면서 1928년 우승 이후 4년 만에 월드시리즈 우승을 차지했다. 1933년 시즌에는 타율 0.301에 홈런 34개, 103타점을 기록하며 기량이 조금씩 하락하는 것이 보였지만 여전히 꾸준한 모습을 유지했다. 그리고 이 해에 처음으로 열린 올스타전에 참가하였다. 1934년 시즌에는 타율 0.288에 22홈런을 기록했지만 전 시즌보다 하락한 성적을 기록하였고, 선수 생활의 끝이 다가오고 있는 상황이었지만 제2회 올스타전에도 참가하였다. 이 해는 양키스 선수로서의 마지막 해였다.

#### 보스턴 브레이브스(1935)
1935년 보스턴 브레이브스로 트레이드된 루스는 자신이 선수로서 거의 마무리가 되었다는 것을 알았다. 그는 5월 25일 경기에서 비록 브레이브스가 11-7로 졌지만 루스는 홈런 3개를 포함해 4타수 4안타를 치며 마지막으로 좋은 모습을 보여줬고, 6월 2일에 은퇴했다. 그는 타율 0.181에 714개의 홈런 중 마지막 6개를 기록하였다. 베이브 루스는 1914년부터 1935년까지 22시즌 동안 12번 홈런왕에 올랐고, 1935년 은퇴할 때까지 통산 714개의 홈런과 2213타점, .342의 타율을 기록했다.

## 현대적 영향
루스는 압도적인 대중의 찬사를 받은 최초의 야구 스타였다. 야구는 그동안 타이 콥과 '쇼리스 조' 잭슨 등 스타플레이어로 유명했지만 두 사람 모두 팬들과 불편한 관계를 유지했다. 루스의 경우에는 전쟁과 1918년 독감 대유행에 의해 전 세계에서 심한 타격을 받았으며, 이 트라우마로부터 벗어날 수 있는 무언가를 간절히 바랐고, 그 때 루스가 등장하여 홈런을 비롯한 시원시원한 플레이 스타일로 국민들의 트라우마를 잊을 수 있게 해주었다. Montville은 루스가 미국 최대 도시에서 전례 없는 운동선수의 위업을 발휘할 수 있는 인생보다 더 큰 인물이라고 주장했다. 루스는 1920년대 초를 장식한 사회 변화의 아이콘이 되었다. 글렌 스타우트는 "루스는 절대 막을 수 없는 뉴욕의 화신이었다"고 쓰고 있다. 그의 일생 동안, 루스는 미국의 상징이 되었다. 와겐하임은 "그는 깨끗하고 빠르고 논쟁의 여지가 없는 결정적인 클라이맥스에 대한 미국의 깊은 열망에 호소했다"고 말했다. 글렌 스타우트에 따르면 "루스의 홈런은 팬들에게 그들이 책임져야 할 어떤 득점보다 더 큰 의미가 있는 경험으로 높이 평가된다. 베이브 루스의 홈런은 그 자체로 어떤 것이든 가능하다는 것을 의미하는 이벤트였다."고 평가했다. 루스는 단순한 홈런 타자가 아니었다. 그는 양키스의 최고의 번터였고 훌륭한 외야수였다. 루스의 홈런은 야구의 경기 방식을 바꾸었다. 더 나아가 1920년 이전의 데드볼 시대에서 홈런을 중심으로 한 라이브볼 시대로 바꾸게 하는 데 큰 기여를 했고, 라이브볼 시대의 시작을 더욱 앞당기게 했다는 점에서 더욱 높이 평가받는다.

## 유산
크리머는 루스를 "미국의 사회사에서 독특한 인물"로 묘사한다. 토마스 바텔은 그를 최초의 유명 운동선수 중 한 명으로 묘사했다. 또한 그는 스포츠에서의 수익보다 광고와 다른 현장 활동으로 더 많은 돈을 번 최초의 운동선수였다.
각종 조사에서 루스는 역대 최고의 야구 선수로 뽑혔다. 1998년, 스포팅 뉴스는 그를 "야구 100대 선수" 리스트에서 1위로 선정했다. 1999년, 야구 팬들은 루스를 메이저리그 야구 전세기 팀에 임명했다. 그는 1969년 프로야구 100주년 기념 투표에서 '역대 최고의 선수'로 선정되었다. 1993년 AP통신은 미국에서 가장 인정받는 운동선수로 베이브 루스와 무하마드 알리가 선정되었다. 1999년 ESPN 투표에서 그는 마이클 조던에 이어 20세기 위대한 미국 선수 2위로 선정되었다. 1983년 미국우편국은 루스에게 20센트짜리 우표를 발행하는 영광을 안았다.
지금까지 경매에서 팔린 스포츠 기념품과 야구 기념풍 중 가장 비싼 몇 가지 품목은 루스와 관련이 있다. 2016년 11월 현재 가장 비싼 스포츠 기념품은 루스의 1920년형 양키스 저지로 2012년 441만 5,658달러(2020년 498만 달러에 상당)에 팔렸다. 그가 양키스타디움에서 첫 홈런을 친 방망이는 2004년 12월 2일에 126만 5,000달러(2020년 173만 2,000달러 상당)를 들여온 경매에서 가장 비싼 야구방망이로 기네스북에 올라있다. 1934년 시즌 루스의 모자는 2012년 데이비드 웰스가 53만 7,278달러에 경매에 내놓았을 때 야구모자 기록을 세웠다. 2017년 찰리 쉰은 루스의 1927년 월드시리즈 반지를 경매에서 209만 3,927달러에 팔았다. 그것은 줄리어스 어빙의 1974년 ABA 챔피언십 링이 2011년에 46,741달러에 팔렸을 때의 기록을 쉽게 깼다.
2018년 도널드 트럼프 전 대통령은 루스가 엘비스 프레슬리, 안토닌 스칼리아와 함께 대통령 자유의 메달을 받을 것이라고 발표했다. Montville은 베이브 루스가 메이저리그 경기에서 마지막으로 방망이를 휘두른 지 4분의 3세기가 지난 후 미국 문화에서 지속되고 있는 관련성을 묘사하고 있다. "그의 삶과 경력에 대한 매력은 계속되고 있다. 그는 우리의 폭발성, 엉성한 역사, 출처가 분명하지 않은, 미국의 성공에 대한 민간 설화에서 나온 폭발성 있고, 엉성한 영웅이다. 그의 달 얼굴은 1927년 9월 어느 오후에 톰 자커리를 응시했을 때와 마찬가지로 오늘날에도 알아볼 수 있다. 스포츠가 국교가 되었다면, 베이브 루스는 수호성인이다. 그는 자신이 한 경기의 핵심, 따뜻한 여름밤의 약속, 땅콩 한 봉지, 맥주 한 잔의 약속에 서 있다. 그리고 아마도 가장 긴 공이 공원을 벗어났을 것이다."

## 기타

### 예고 홈런 전설
베이브 루스가 타석에 들어섰다. 점수는 5회까지 4:4, 원아웃. 상대 팀인 시카고 컵스를 응원하는 5만 명의 관중은 루스에게 야유를 퍼부었다. 관중석에서 던진 레몬이 루스의 얼굴을 정면으로 맞추었다. 얼굴을 붉힌 루스가 타석에서 손가락 하나를 들어 센터 쪽을 가리켰다. 바로 그다음 루스는 바깥쪽 낮게 깔리는 커브를 후려쳐 센터 쪽 관중석 한구석에 정확하게 꽂았다.

1932년 10월 1일 뉴욕 양키스와 시카고 컵스의 월드시리즈 3차전에서 발원한 이 ‘예고 홈런’ 전설은 말 그대로 전설이다. 물론 루스가 “홈런을 날리는 데는 공 하나이면 충분하다.”라고 경기 전에 장담하기는 했지만, 경기 중에 손가락으로 예고하지는 않았다. 그날 경기를 지켜본 한 기자가 별 생각없이 끼워넣은 일화가 전설 만들어냈다. 베이브 루스는 홈런을 치고 헐렁한 바지로 베이스를 돌기도 하였다.

## 상세정보

### 연도별 타격 성적
| 연 도      | 소 속      | 경 기 | 타 석 | 타 수 | 득 점 | 안 타 | 2 루 타 | 3 루 타 | 홈 런 | 총 루 타 | 타 점 | 도 루 | 도 루 자 | 희 생 타 | 볼 넷 | 사 구 | 삼 진 | 병 살 타 | 타 율 | 출 루 율 | 장 타 율 | O P S |
| ---------- | ---------- | ----- | ----- | ----- | ----- | ----- | ------- | ------- | ----- | -------- | ----- | ----- | -------- | -------- | ----- | ----- | ----- | -------- | ----- | -------- | -------- | ----- |
| 1914년     | BOS        | 5     | 10    | 10    | 1     | 2     | 1       | 0       | 0     | 3        | 2     | 0     | -        | 0        | 0     | 0     | 4     | -        | .200  | .200     | .300     | .500  |
| 1915년     | BOS        | 42    | 103   | 92    | 16    | 29    | 10      | 1       | 4     | 53       | 21    | 0     | -        | 2        | 9     | 0     | 23    | -        | .315  | .376     | .576     | .952  |
| 1916년     | BOS        | 67    | 150   | 136   | 18    | 37    | 5       | 3       | 3     | 57       | 15    | 0     | -        | 4        | 10    | 0     | 23    | -        | .272  | .322     | .419     | .741  |
| 1917년     | BOS        | 52    | 142   | 123   | 14    | 40    | 6       | 3       | 2     | 58       | 12    | 0     | -        | 7        | 12    | 0     | 18    | -        | .325  | .385     | .472     | .857  |
| 1918년     | BOS        | 95    | 380   | 317   | 50    | 95    | 26      | 11      | 11    | 176      | 66    | 6     | -        | 3        | 58    | 2     | 58    | -        | .300  | .411     | .555     | .966  |
| 1919년     | BOS        | 130   | 542   | 432   | 103   | 139   | 34      | 12      | 29    | 284      | 114   | 7     | -        | 3        | 101   | 6     | 58    | -        | .322  | .456     | .657     | 1.113 |
| 1920년     | NYY        | 142   | 616   | 457   | 158   | 172   | 36      | 9       | 54    | 388      | 137   | 14    | 14       | 5        | 150   | 3     | 80    | -        | .376  | .533     | .849     | 1.382 |
| 1921년     | NYY        | 152   | 693   | 540   | 177   | 204   | 44      | 16      | 59    | 457      | 171   | 17    | 13       | 4        | 145   | 4     | 81    | -        | .378  | .512     | .846     | 1.358 |
| 1922년     | NYY        | 110   | 495   | 406   | 94    | 128   | 24      | 8       | 35    | 273      | 99    | 2     | 5        | 4        | 84    | 1     | 80    | -        | .315  | .434     | .672     | 1.106 |
| 1923년     | NYY        | 152   | 699   | 522   | 151   | 205   | 45      | 13      | 41    | 399      | 131   | 17    | 21       | 3        | 170   | 4     | 93    | -        | .393  | .545     | .764     | 1.309 |
| 1924년     | NYY        | 153   | 681   | 529   | 143   | 200   | 39      | 7       | 46    | 391      | 121   | 9     | 13       | 6        | 142   | 4     | 81    | -        | .378  | .513     | .739     | 1.252 |
| 1925년     | NYY        | 98    | 426   | 359   | 61    | 104   | 12      | 2       | 25    | 195      | 66    | 2     | 4        | 6        | 59    | 2     | 68    | -        | .290  | .393     | .543     | .936  |
| 1926년     | NYY        | 152   | 652   | 495   | 139   | 184   | 30      | 5       | 47    | 365      | 146   | 11    | 9        | 10       | 144   | 3     | 76    | -        | .372  | .516     | .737     | 1.253 |
| 1927년     | NYY        | 151   | 691   | 540   | 158   | 192   | 29      | 8       | 60    | 417      | 164   | 7     | 6        | 14       | 137   | 0     | 89    | -        | .356  | .486     | .772     | 1.258 |
| 1928년     | NYY        | 154   | 684   | 536   | 163   | 173   | 29      | 8       | 54    | 380      | 142   | 4     | 5        | 8        | 137   | 3     | 87    | -        | .323  | .463     | .709     | 1.172 |
| 1929년     | NYY        | 135   | 587   | 499   | 121   | 172   | 26      | 6       | 46    | 348      | 154   | 5     | 3        | 13       | 72    | 3     | 60    | -        | .345  | .430     | .697     | 1.127 |
| 1930년     | NYY        | 145   | 676   | 518   | 150   | 186   | 28      | 9       | 49    | 379      | 153   | 10    | 10       | 21       | 136   | 1     | 61    | -        | .359  | .493     | .732     | 1.225 |
| 1931년     | NYY        | 145   | 663   | 534   | 149   | 199   | 31      | 3       | 46    | 374      | 163   | 5     | 4        | 0        | 128   | 1     | 51    | -        | .373  | .495     | .700     | 1.195 |
| 1932년     | NYY        | 133   | 589   | 457   | 120   | 156   | 13      | 5       | 41    | 302      | 137   | 2     | 2        | 0        | 130   | 2     | 62    | -        | .341  | .489     | .661     | 1.147 |
| 1933년     | NYY        | 137   | 575   | 459   | 97    | 138   | 21      | 3       | 34    | 267      | 103   | 4     | 5        | 0        | 114   | 2     | 90    | -        | .301  | .442     | .582     | 1.024 |
| 1934년     | NYY        | 125   | 471   | 365   | 78    | 105   | 17      | 4       | 22    | 196      | 84    | 1     | 3        | 0        | 104   | 2     | 63    | -        | .288  | .448     | .537     | .985  |
| 1935년     | BSN        | 28    | 92    | 72    | 13    | 13    | 0       | 0       | 6     | 31       | 12    | 0     | -        | 0        | 20    | 0     | 24    | 2        | .181  | .359     | .431     | .790  |
| 통산：22년 | 통산：22년 | 2503  | 10617 | 8398  | 2174  | 2873  | 506     | 136     | 714   | 5793     | 2213  | 123   | 117      | 113      | 2062  | 43    | 1330  | 2        | .342  | .474     | .690     | 1.164 |

- 굵은 글씨는 시즌 최고 성적.붉은색 글씨는 역대 최고성적.

### 연도별 투수 성적
| 연 도      | 소 속      | 등 판 | 선 발 | 완 투 | 완 봉 | 무 4 구 | 승 리 | 패 전 | 세 이 브 | 홀 드 | 승 률 | 타 자 | 이 닝  | 피 안 타 | 피 홈 런 | 볼 넷 | 고 4 | 몸 맞 | 탈 삼 진 | 폭 투 | 보 크 | 실 점 | 자 책 점 | 평 자 책 | W H I P |
| ---------- | ---------- | ----- | ----- | ----- | ----- | ------- | ----- | ----- | -------- | ----- | ----- | ----- | ------ | -------- | -------- | ----- | ---- | ----- | -------- | ----- | ----- | ----- | -------- | -------- | ------- |
| 1914년     | BOS        | 4     | 3     | 1     | 0     |         | 2     | 1     | 0        | 0     | .667  | 100   | 23.0   | 21       | 1        | 7     | 0    | 0     | 3        | 0     | 0     | 12    | 10       | 3.91     | 1.22    |
| 1915년     | BOS        | 32    | 28    | 16    | 1     |         | 18    | 8     | 3        | 0     | .692  | 895   | 217.2  | 166      | 3        | 85    | 1    | 6     | 112      | 9     | 1     | 80    | 59       | 2.44     | 1.15    |
| 1916년     | BOS        | 44    | 41    | 23    | 9     |         | 23    | 12    | 3        | 1     | .657  | 1300  | 323.2  | 230      | 0        | 118   | 1    | 8     | 170      | 3     | 1     | 83    | 63       | 1.75     | 1.08    |
| 1917년     | BOS        | 41    | 38    | 35    | 6     |         | 24    | 13    | 3        | 2     | .649  | 1313  | 326.1  | 244      | 2        | 108   | 0    | 11    | 128      | 5     | 0     | 91    | 73       | 2.01     | 1.08    |
| 1918년     | BOS        | 20    | 19    | 18    | 1     |         | 13    | 7     | 0        | 0     | .650  | 660   | 166.1  | 125      | 1        | 49    | 1    | 2     | 40       | 3     | 1     | 51    | 41       | 2.22     | 1.05    |
| 1919년     | BOS        | 17    | 15    | 12    | 0     |         | 9     | 5     | 2        | 1     | .643  | 591   | 133.1  | 148      | 2        | 58    | 1    | 2     | 30       | 5     | 1     | 59    | 44       | 2.97     | 1.55    |
| 1920년     | NYY        | 1     | 1     | 0     | 0     |         | 1     | 0     | 0        | 0     | 1.000 | 17    | 4.0    | 3        | 0        | 2     | 0    | 0     | 0        | 0     | 0     | 4     | 2        | 4.50     | 1.25    |
| 1921년     | NYY        | 2     | 1     | 0     | 0     |         | 2     | 0     | 1        | 0     | 1.000 | 49    | 9.0    | 14       | 1        | 9     | 0    | 0     | 2        | 0     | 0     | 10    | 9        | 9.00     | 2.56    |
| 1930년     | NYY        | 1     | 1     | 1     | 0     |         | 1     | 0     | 0        | 0     | 1.000 | 39    | 9.0    | 11       | 0        | 2     | 0    | 0     | 3        | 0     | 0     | 3     | 3        | 3.00     | 1.44    |
| 1933년     | NYY        | 1     | 1     | 1     | 0     |         | 1     | 0     | 0        | 0     | 1.000 | 42    | 9.0    | 12       | 0        | 3     | 0    | 0     | 0        | 0     | 0     | 5     | 5        | 5.00     | 1.67    |
| 통산：10년 | 통산：10년 | 163   | 148   | 107   | 17    |         | 94    | 46    | 12       | 4     | .671  | 5006  | 1221.1 | 974      | 10       | 441   | 4    | 29    | 488      | 25    | 4     | 398   | 309      | 2.28     | 1.16    |

- 굵은 글씨는 시즌 최고 성적.

## 같이 보기
- 밤비노의 저주